# Coin de Quine
Pour les articles homonymes, voir crochet.
Les coins de Quine sont des signes de ponctuation utilisés en logique mathématique. Les coins de Quine nord-ouest et nord-est ‹ ⌜ ⌝ › sont utilisés pour les quasi-citations ou citations de Quine, et pour noter la numérotation de Gödel d’une expression.

## Utilisation
En logique mathématique, les coins de Quine sont utilisés de la façon suivante : l’expression {\displaystyle \ulcorner (\zeta \subset \eta )\urcorner } désigne une expression combinant les termes {\displaystyle \zeta } et {\displaystyle \eta }, peu importe ce qu’ils sont, par un signe d’inclusion entre parenthèses. Si {\displaystyle \zeta } et {\displaystyle \eta } sont respectivement « {\displaystyle x\prime \prime \prime } » et « {\displaystyle y\prime \prime \ni (y\prime \prime \subset z\prime \prime )} », alors {\displaystyle \ulcorner (\zeta \subset \eta )\urcorner } est la formule « {\displaystyle (x\prime \prime \prime \subset y\prime \prime \ni (y\prime \prime \subset z\prime \prime ))} ».
En général, l’expression entre coins de Quine représente une expression que l’on obtient lorsque les termes de cette première expression sont spécifiés.,